# Estratégia subversiva
A estratégia subversiva é um conceito que envolve a utilização de métodos não convencionais para minar ou desestabilizar uma autoridade estabelecida, seja ela política, social, ou econômica. Consiste na atividade de planejamento de atividades de subversão com um ou mais objetivos em específico.  Em vez de se concentrar em abordagens diretas ou confrontacionais, a estratégia subversiva visa operar nas margens, muitas vezes de forma clandestina, visando a mudança gradual ou a derrubada do status quo. Essa abordagem pode envolver táticas como propaganda, infiltração, guerrilha, desinformação e resistência não violenta. 
A origem da estratégia subversiva não está atribuída a uma única pessoa, mas suas raízes podem ser traçadas a teóricos militares, políticos e revolucionários ao longo da história. A aplicação do termo e sua formalização como uma estratégia específica muitas vezes decorrem de contextos políticos específicos.  

## Finalidade e usos
A estratégia subversiva é frequentemente associada a movimentos revolucionários que buscam derrubar governos ou sistemas políticos existentes. Grupos subversivos podem buscar desestabilizar uma sociedade alvejando suas instituições sociais, culturais e econômicas. Pode ser empregada para promover mudanças nas crenças e valores predominantes em uma sociedade. Em contextos militares, a estratégia subversiva pode envolver táticas de guerrilha, como ações de pequena escala e operações assimétricas, para minar o poder de uma força militar convencional. Em alguns casos, a estratégia subversiva pode ser empregada por meio de métodos não violentos, como resistência pacífica, boicotes e desobediência civil. 
A estratégia subversiva, que envolve métodos não convencionais para minar ou desafiar autoridades estabelecidas, muitas vezes emerge como uma resposta a regimes opressivos ou estruturas políticas percebidas como injustas. Nesse contexto, a busca pela liberdade política motiva indivíduos e grupos a adotarem táticas subversivas como um meio de desafiar e transformar o status quo. Em sociedades onde a liberdade política é restringida por regimes autoritários, a estratégia subversiva pode surgir como uma forma de resistência. Movimentos subversivos buscam minar a autoridade opressiva e criar espaço para a expressão política e a participação cívica. 
Muitos movimentos de libertação nacional empregam estratégias subversivas na busca pela independência e autodeterminação. Esses movimentos, ao desafiar o domínio estrangeiro ou opressão interna, frequentemente recorrem a táticas como guerrilha, resistência e desobediência civil. Em contextos onde certos grupos são oprimidos e privados de seus direitos civis, a estratégia subversiva pode ser adotada como uma ferramenta para conquistar liberdades individuais. Movimentos pelos direitos civis, como o movimento pelos direitos civis nos Estados Unidos, muitas vezes empregaram táticas subversivas para desafiar leis discriminatórias. 
Na era digital, o ciberativismo emerge como uma forma contemporânea de estratégia subversiva. Grupos e ativistas online buscam promover a liberdade de expressão, desafiando regimes autoritários e estruturas de controle da informação por meio de ações cibernéticas e divulgação de informações. Movimentos sociais que buscam mudanças políticas significativas muitas vezes recorrem a estratégias subversivas para desafiar instituições existentes. Isso pode incluir ocupações, protestos e outras formas de resistência não convencional. Em alguns casos, a estratégia subversiva é utilizada para descentralizar o poder político, buscando formas alternativas de governança que promovam a autonomia local e a participação direta da comunidade. 

## História
A estratégia subversiva tem uma presença intrínseca ao longo da história, representando uma faceta complexa das relações sociais, políticas e militares. Ela transcende fronteiras geográficas e períodos temporais, assumindo várias formas e manifestações em contextos diversos. Desde movimentos revolucionários até ações clandestinas, a estratégia subversiva desempenhou um papel significativo na mudança e evolução de sociedades em todo o mundo. 
Os primeiros vestígios de estratégia subversiva podem ser observados na antiguidade, onde figuras como Sun Tzu, autor de "A Arte da Guerra," discutiram a importância de táticas não convencionais na busca pelo poder. Impérios e governos, cientes do potencial subversivo de ideias dissidentes, muitas vezes buscavam reprimir movimentos e pensadores que questionavam a ordem estabelecida. Durante a Idade Média e o Renascimento, a estratégia subversiva frequentemente assumia a forma de heresias religiosas, desafiando as normas da Igreja e do Estado. Grupos secretos e sociedades clandestinas proliferaram, utilizando símbolos ocultos e rituais para se comunicarem de maneira discreta. A Inquisição, por sua vez, procurava erradicar esses movimentos subversivos em uma tentativa de manter a ortodoxia religiosa e política. 
Com o advento da era moderna, a estratégia subversiva se tornou um componente essencial das revoluções políticas. A Revolução Francesa, por exemplo, testemunhou o surgimento de movimentos subversivos que buscavam transformar radicalmente a estrutura social e política. Figuras como Maximilien Robespierre usaram táticas subversivas para desafiar a monarquia estabelecida, resultando em mudanças profundas na sociedade francesa. Durante as Guerras Mundiais e a Guerra Fria, a estratégia subversiva assumiu novas dimensões. Movimentos de resistência contra ocupações militares, como a Resistência Francesa na Segunda Guerra Mundial, ilustram a capacidade de grupos subversivos para minar forças superiores por meio de ações de guerrilha. Além disso, a Guerra Fria viu o desenvolvimento de estratégias subversivas nos campos ideológico e político, com superpotências competindo pela influência global. 
Os processos de descolonização no século XX testemunharam a ascensão de movimentos de libertação que empregavam estratégias subversivas para conquistar independência. Exemplos incluem o movimento anti-apartheid na África do Sul e as lutas de independência em diversas colônias. Na contemporaneidade, a estratégia subversiva continua a evoluir, agora influenciada pela tecnologia da informação e globalização. Grupos terroristas, ciberativistas e movimentos sociais utilizam meios inovadores para disseminar ideias subversivas e desafiar autoridades estabelecidas. 

### Literatura
- "Manual da Estratégia Subversiva" - Vo Nguyen Giap, Editora: Sílabo, Ano: 2022.
- "A Arte da Insurgência: Manual do Guerrilheiro Urbano" - Carlos Marighella, Editora: Brasiliense, Ano: 1969.
- "Guerra Irregular: Terrorismo, Guerrilha e Movimentos de Resistência ao Longo da História" - Wesley K. Wark. Editora: Contexto, Ano: 2016.
- "Guerra das Sombras: Estratégia, Tática e Espionagem" - Geraldo Althoff, Editora: Record, Ano: 2002.
- "A Arte de Enganar: Os Melhores Truques dos Maiores Estratagemas Militares" - James Clauer, Editora: Cultrix, Ano: 2015.